# Сюзанна Кронзукер
Сюзанна Кронзукер (24 лютого 1965, Кельн) — німецька журналістка і телеведуча.

## Життєпис
Сюзанна Кронзукер — дочка тележурналіста Дітера Кронзукера. У 1980 році її викрали в Тоскані разом із сестрою та двоюрідною сестрою та тримали понад два місяці.
Кронзукер завершила курс міжнародного бакалаврату у Вашингтоні у 1983 році. Згодом, з 1983 по 1986 рік, вивчала політологію в Колумбійському коледжі для дівчат і здобула ступінь бакалавра мистецтв. З 1985 року працювала в NBC, офісі ZDF у Вашингтоні та в Медіа Хаберта Бурди в Нью-Йорку.
Після цього Кронзукер була редакторкою RTL плюс у Люксембурзі — з 1986 по 1988 рік. Там з 1988 по 1992 рік модерувала розмови про знаменитостей та робила новинні огляди дня. Також працювала дикторкою. З 1992 по 1995 рік вивчала міжнародну політику та економіку як магістр міжнародних справ (МВС) і продовжувала освіту в Школі журналістики Колумбійського університету в Нью-Йорку.
З 1 травня 1995 року була редакторкою RTL. З вересня 1995 року — модераторкою RTL Aktuell Weekend та заступницею Пітера Клоппеля. У січні 2004 року Кронзукер змінила Хайнера Бремера на посаді модераторки журналу RTL. На цій посаді працювала до 15 грудня 2007 року, коли полишила роботу з сімейних причин. З березня 2008 по квітень 2011 року була головною модераторкою жіночого журналу ZDF ML Mona Lisa.
Кронкузер офіційно спонсорує дитячий хоспіс Бетел з січня 2010 року.
Кронзукер одружилася з мюнхенським юристом у Нью-Йорку в 1993 році. Після років переїздів між місцем роботи та проживання чоловіка, переїхала із Кельна до Мюнхена на нову роботу у 2008 році, де живе з чоловіком та дітьми.

## Індивідуальні докази
- Сюзанна Кронзукер на сайті IMDb (англ.)